# النصب التذكاري الوطني (أمستردام)

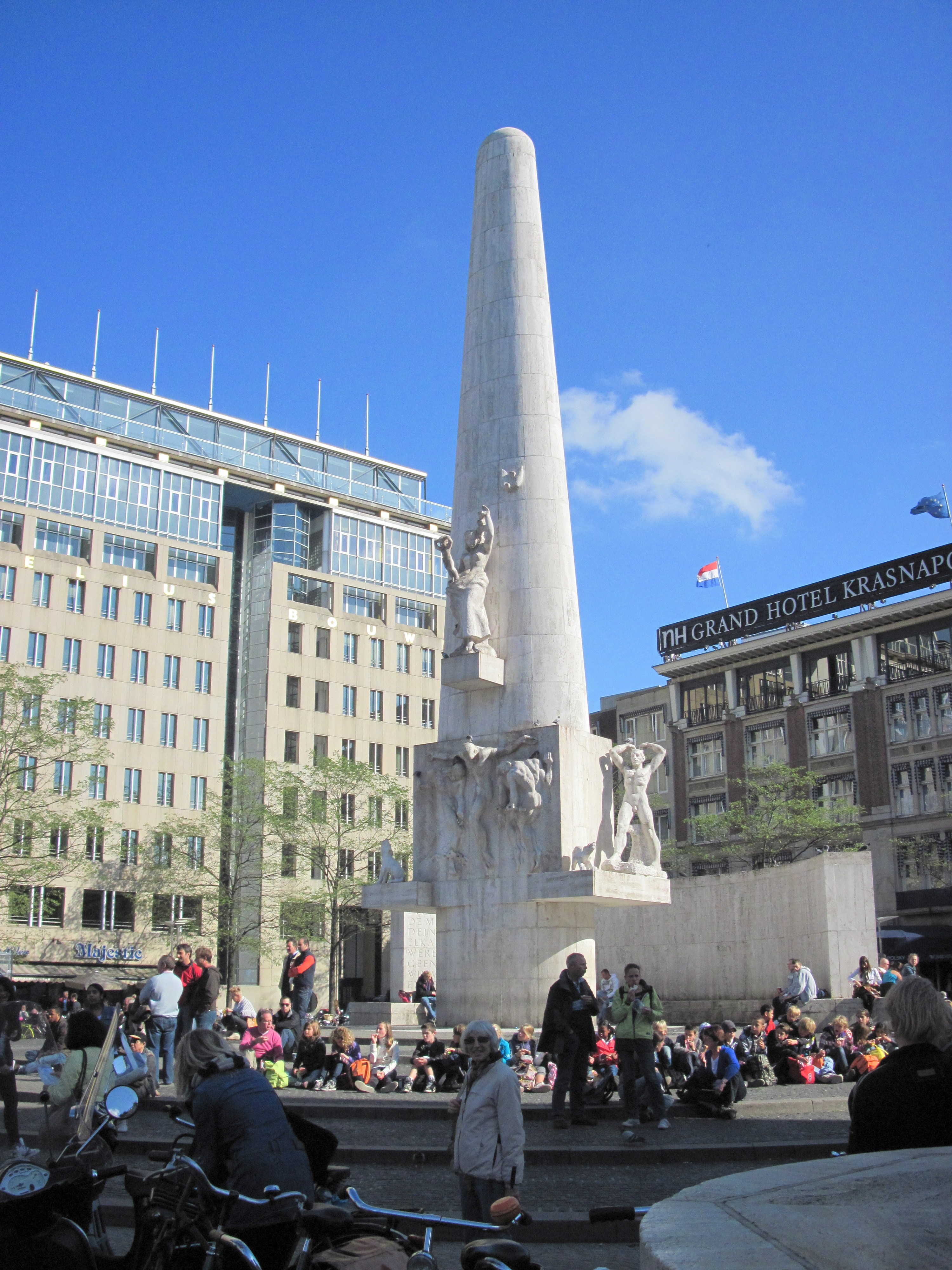
النصب التذكاري الوطني في ساحة دام، أمستردام، 2010.

النصب التذكاري الوطني (بالهولندية: Nationaal Monument أو Nationaal Monument op de Dam) هو نصب تذكاري هولندي، يعود إنشاؤه إلى عام 1956، حيث قامت الملكة الملكة يوليانا بكشف الستار عنه يوم 4 مايو عام 1956. يقع في ساحة دام في أمستردام. قام بتصميمه المعمار جاكوبوس أود من حجر الترفنتين الأبيض.
ولهذا النصب أهمية كبيرة، حيث تُعتبر ساحة دام المركز التاريخي للعاصمة الهولندية. وحتى عام 1914، كان ينتصب في هذه الساحة نصب تذكاري مختلف تمامًا عن الموجود حاليًا. يُشار بالذكر إلى أنه يُقام حفل عند النصب كل عام يوم 4 مايو لإحياء ذكرى ضحايا الحرب العالمية الثانية والنزاعات المسلحة الأخرى التي تلتها.

## جاليري

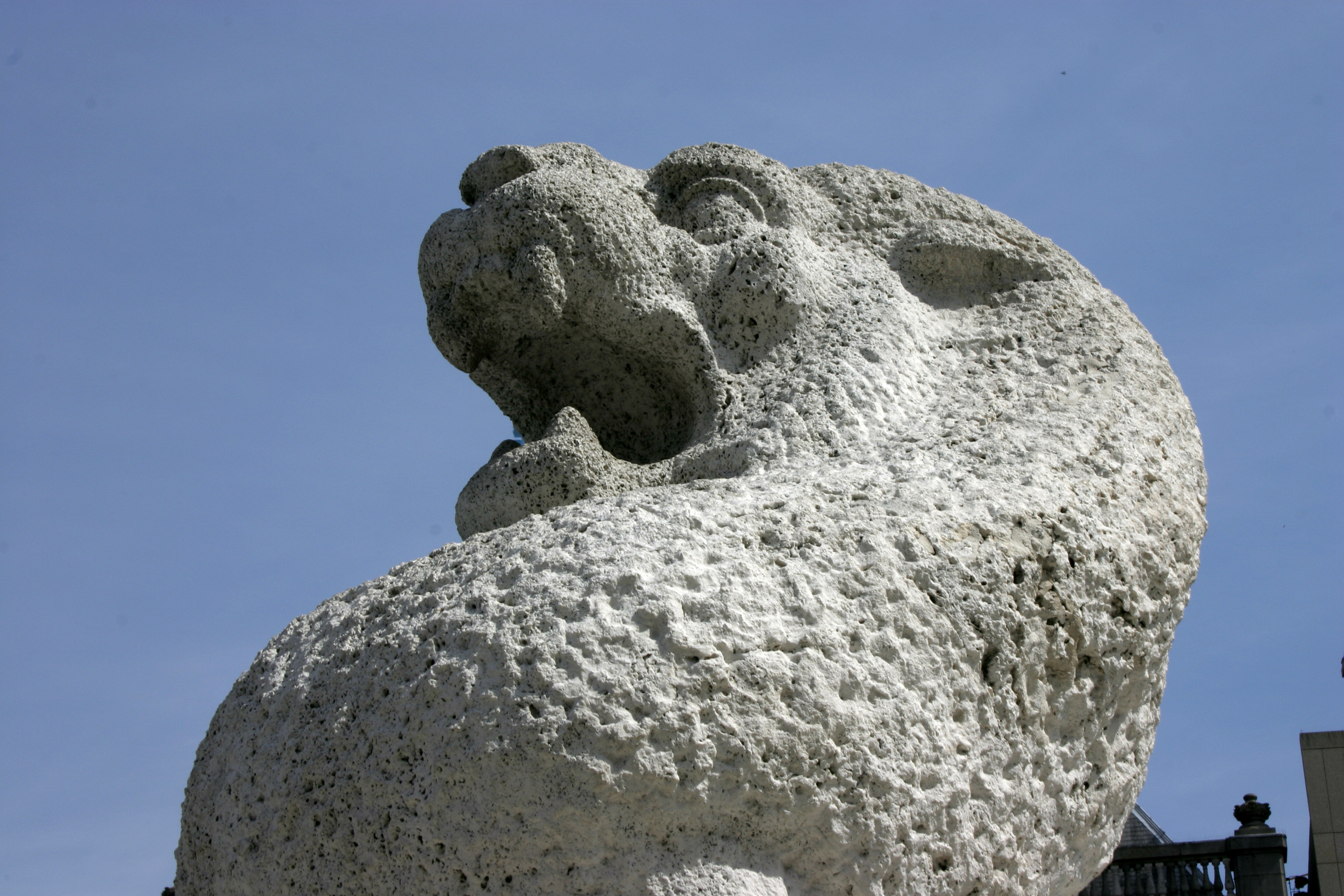
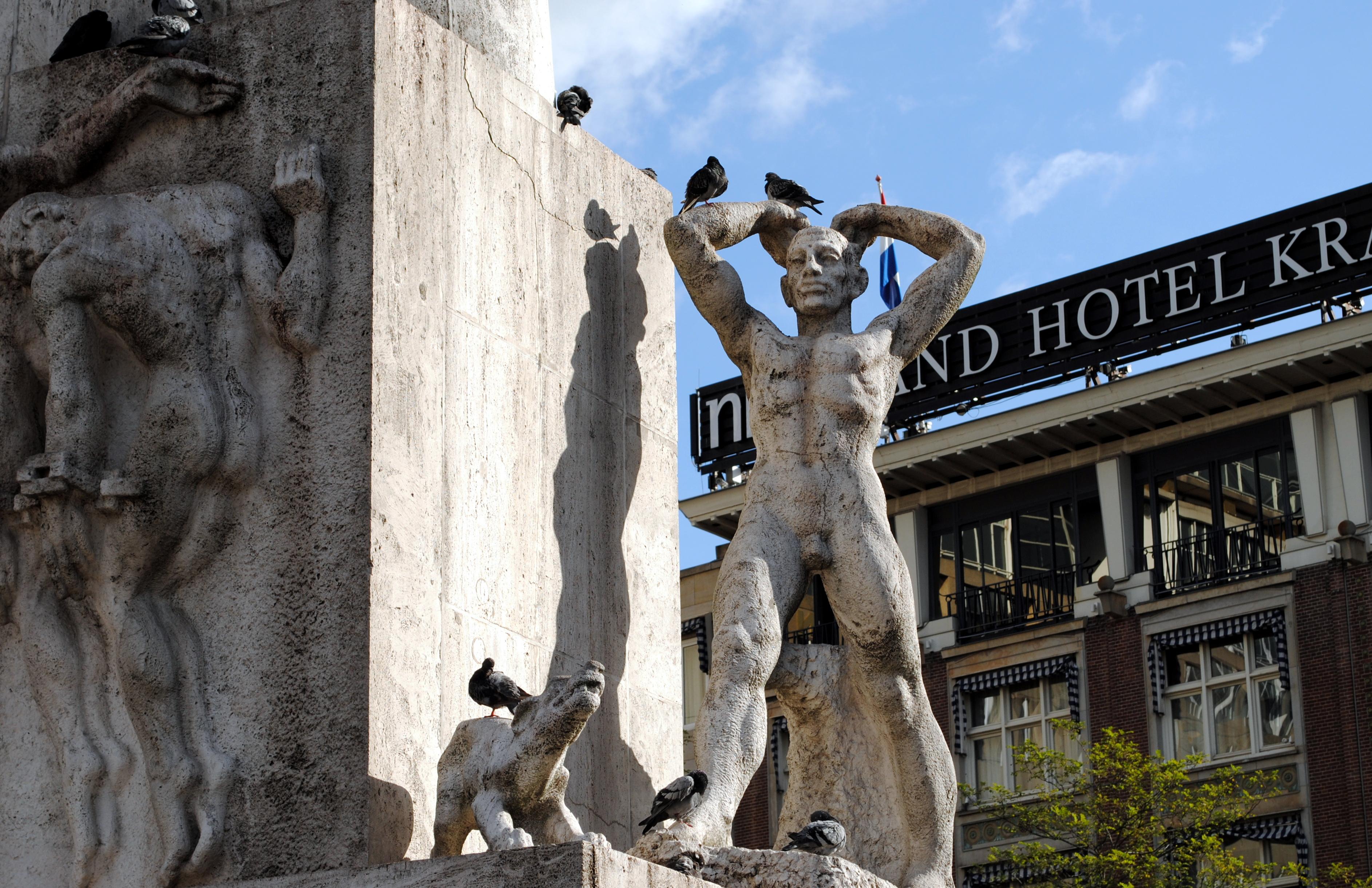
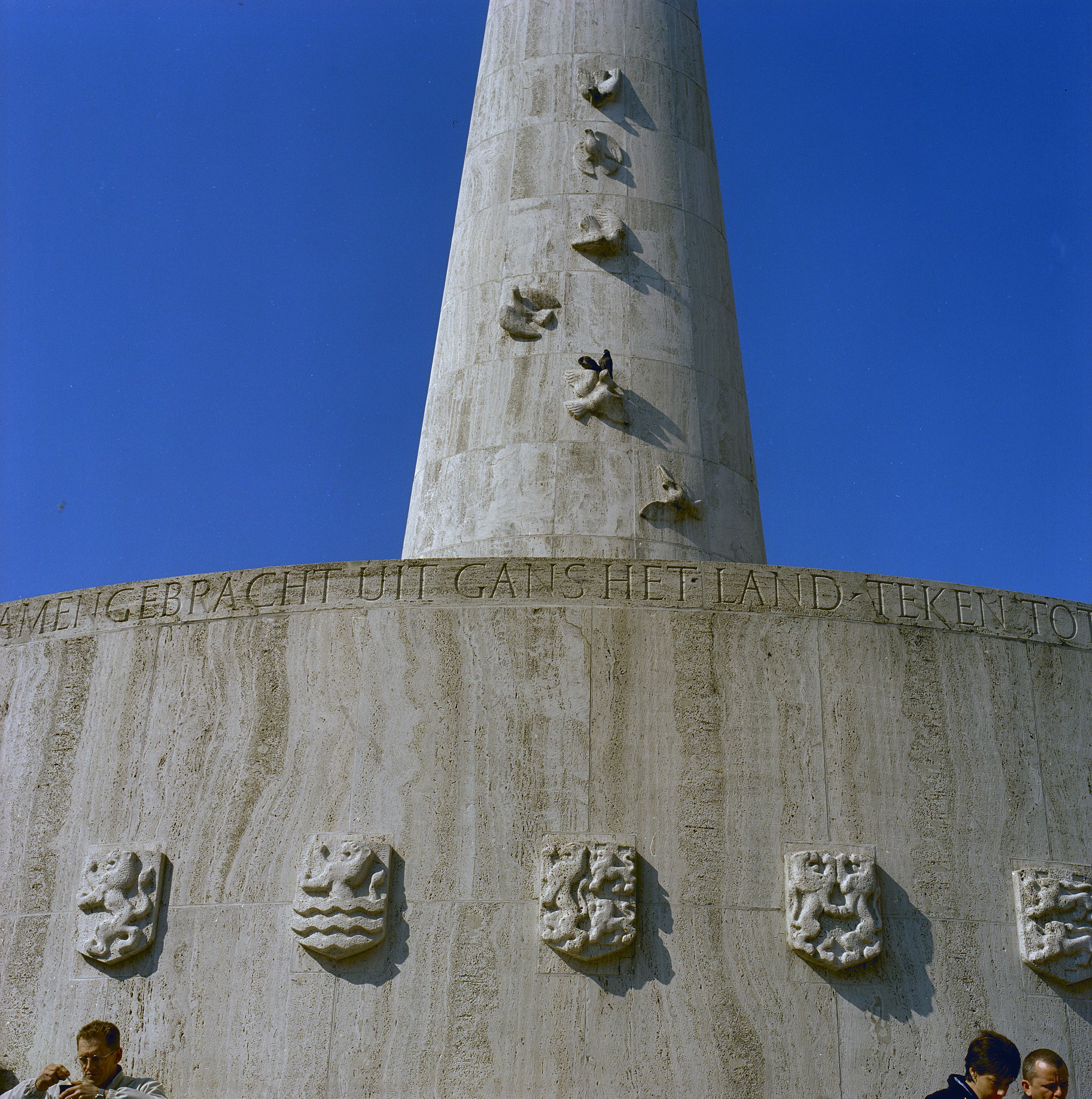

## وصلات خارجية
- فيديو لساحة دام والنصب التذكاري الوطني في أمستردام